# Sidymella angulata
Sidymella angulata là một loài nhện trong họ Thomisidae.
Loài này thuộc chi Sidymella. Sidymella angulata được Arthur T. Urquhart. miêu tả năm 1885.